# Ceyhun Yıldızoğlu
Ceyhun Yıldızoğlu, né le 6 mars 1967, est un entraîneur turc de basket-ball.

## Palmarès
- Championne de Turquie 2001, 2003
- Vainqueur de la Turkish Women's President Cup 2003, 2004, 2009, 2011
- Vainqueur de la Coupe Ronchetti 2001
- Médaille de bronze au championnat d'Europe 2013 en France